# 112년

## 연호
- 후한(後漢) 영초(永初) 6년

## 기년
- 후한(後漢) 안제(安帝) 6년
- 신라(新羅) 파사 이사금(婆娑泥師今) 33년 / 지마 이사금(祗摩泥師今) 원년
- 고구려(高句麗) 태조대왕(太祖大王) 60년
- 백제(百濟) 기루왕(己婁王) 36년

## 사건
- 신라, 파사 이사금 세상을 떠남.  그의 아들 지마가 왕의 자리에 오름.

## 사망
- 신라(新羅) 5대 국왕 파사 이사금(婆娑泥師今)